# Willem Leushuis
Willem Leushuis (Eindhoven, 18 maart 1952) is een Nederlands voetbaltrainer en een voormalig professioneel voetballer.
Leushuis speelde in zijn actieve carrière voor FC Wageningen, FC Den Bosch en FC Eindhovenen in België voor AS Verbroedering Geel, FC Beringen en FC Diest . Daarna werd hij trainer bij Willem II.
De oefenmeester begon zijn trainerscarrière bij Willem II (1992-1995), als assistent van Jan Reker en als trainer van het tweede team. Daarna volgden Helmond Sport (1995-1997) en FC Eindhoven (1997-2000). Vervolgens was Leushuis actief buiten Nederland, als trainer in de Verenigde Arabische Emiraten en Koeweit en als wedstrijdanalist voor de Schotse voetbalbond. In 2003 keerde Leushuis terug in Nederland, bij amateurclubs Kozakken Boys (2003-2005) en IJsselmeervogels (2005/06). Een tweede buitenlandse uitstap, naar het Midden OOsten (2006/07), volgde. Hierna was Leushuis nog actief voor HSV Hoek (2007/08) en ASWH (2008-2011), FC Breukelen ( 2011-2013 ) en topklasser AFC (2013-2014). De dan inmiddels 62-jarige Leushuis vertrekt per 1 januari 2015 weer naar Koeweit, hij gaat voor hun voetbalbond werken als technisch directeur en coach van het olympische team. Met het Olympisch elftal van Koeweit versloeg dit team Oman, Qatar en UAE team waarna in de finale werd verloren tegen Saoedi-Arabië.
Tijdens het seizoen 2016 2017 is Willem Leushuis interim-trainer van derde divisieclub DVS33 te Ermelo.
In het begin van het seizoen 2017-2018 keert Leushuis terug bij IJsselmeervogels waar hij de vervanger is van de opgestapte Sandor van der Heide.
Naast het landskampioenschap met Kozakken Boys, IJsselmeervogels, AFC en Kuwait Club won Leushuis de amateur-supercup met IJsselmeervogels en de nationale beker met Qadsia SC. Leushuis heeft ook ervaring in de Champions league als coach van Kuwait Sporting Club.
Daarnaast is Leushuis in 2002 gekozen tot beste trainer van Koeweit, in 2007 tot beste trainer van IJsselmeervogels van de laatste 40 jaar en in 2014 tot beste trainer van de zaterdag en zondagtopklasse. Leushuis is als een van de weinige die zowel met een zaterdag als met een zondag club landskampioen is geworden en ook nog de super cup en de algemene landstitel heeft gewonnen.In 2022 promoveert Leushuis met OJC ROSMALEN van de hoofdklasse naar de derde divisie.

## Trivia
Leushuis' broer Hans is ook een ex-profvoetballer die o.m. speelde bij Willem II en FC VVV.